# 7277 Klass
A 7277 Klass (ideiglenes jelöléssel 1983 RM2) a Naprendszer kisbolygóövében található aszteroida. Edward L. G. Bowell fedezte fel 1983. szeptember 4-én.